# Championnat d'Angleterre de football 1914-1915
Navigation
Édition précédente Édition suivante
La 27e édition du championnat d'Angleterre de football est remportée par Everton. C’est le dernier championnat avant la Première Guerre mondiale. Le championnat sera interrompu quatre saisons au total. Everton gagne son deuxième titre de champion d’Angleterre. 
Le système de promotion/relégation reste en place est complètement chamboulé à cause de la guerre. Au terme de la saison aucune équipe n’est formellement éliminée. Tout est en suspens, en attendant qu’une décision soit prise au sortir de la guerre. 
Le championnat est marqué par une affaire de match truqué pour satisfaire des paris sportifs. Ce scandale implique deux équipes, Liverpool FC et Manchester United. À la suite de ce scandale, sept joueurs sont bannis à vie du football professionnel, trois de Manchester et quatre de Liverpool.
Bobby Parker, joueur écossais d'Everton, avec  35 buts, termine meilleur buteur du championnat.

## Les clubs de l'édition 1914-1915
| Club                                      | Ville               |
| ----------------------------------------- | ------------------- |
| Aston Villa Football Club                 | Birmingham          |
| Blackburn Rovers Football Club            | Blackburn           |
| Bolton Wanderers Football Club            | Bolton              |
| Bradford City Association Football Club   | Bradford            |
| Bradford Park Avenue Football Club        | Bradford            |
| Burnley Football Club                     | Burnley             |
| Chelsea Football Club                     | Londres             |
| Everton Football Club                     | Liverpool           |
| Liverpool Football Club                   | Liverpool           |
| Manchester City Football Club             | Manchester          |
| Manchester United Football Club           | Manchester          |
| Middlesbrough Football Club               | Middlesbrough       |
| Newcastle United Football Club            | Newcastle upon Tyne |
| Notts County Football Club                | Nottingham          |
| Oldham Athletic Association Football Club | Oldham              |
| Sheffield United Football Club            | Sheffield           |
| Sunderland Association Football Club      | Sunderland          |
| Tottenham Hotspur Football Club           | Londres             |
| The Wednesday                             | Sheffield           |
| West Bromwich Albion Football Club        | Birmingham          |

## Classement
| Rang | Équipe                    | Pts | J  | G  | N  | P  | Bp | Bc | Diff |
| ---- | ------------------------- | --- | -- | -- | -- | -- | -- | -- | ---- |
| 1    | Everton                   | 46  | 38 | 19 | 8  | 11 | 76 | 47 | +29  |
| 2    | Oldham Athletic           | 45  | 38 | 17 | 11 | 10 | 70 | 56 | +14  |
| 3    | Blackburn Rovers          | 43  | 38 | 18 | 7  | 13 | 83 | 61 | +22  |
| 4    | Burnley                   | 43  | 38 | 18 | 7  | 13 | 61 | 47 | +14  |
| 5    | Manchester City           | 43  | 38 | 15 | 13 | 10 | 49 | 39 | +10  |
| 6    | Sheffield United          | 43  | 38 | 15 | 13 | 10 | 49 | 41 | +8   |
| 7    | The Wednesday             | 43  | 38 | 15 | 13 | 10 | 61 | 54 | +7   |
| 8    | Sunderland                | 41  | 38 | 18 | 5  | 15 | 81 | 62 | +19  |
| 9    | Bradford Park Avenue      | 41  | 38 | 17 | 7  | 14 | 69 | 65 | +4   |
| 10   | West Bromwich Albion      | 40  | 38 | 15 | 10 | 13 | 49 | 43 | +6   |
| 11   | Bradford City             | 40  | 38 | 13 | 14 | 11 | 55 | 49 | +6   |
| 12   | Middlesbrough             | 38  | 38 | 13 | 12 | 13 | 62 | 74 | -12  |
| 13   | Liverpool                 | 37  | 38 | 14 | 9  | 15 | 65 | 75 | -10  |
| 14   | Aston Villa Football Club | 37  | 38 | 13 | 11 | 14 | 62 | 72 | -10  |
| 15   | Newcastle United          | 32  | 38 | 11 | 10 | 17 | 46 | 48 | -2   |
| 16   | Notts County              | 31  | 38 | 9  | 13 | 16 | 41 | 57 | -16  |
| 17   | Bolton Wanderers          | 30  | 38 | 11 | 8  | 19 | 68 | 84 | -16  |
| 18   | Manchester United         | 30  | 38 | 9  | 12 | 17 | 46 | 62 | -16  |
| 19   | Chelsea                   | 29  | 38 | 8  | 13 | 17 | 51 | 65 | -14  |
| 20   | Tottenham Hotspur         | 28  | 38 | 8  | 12 | 18 | 57 | 90 | -33  |

|  | Champion d'Angleterre |
|  | Relégation            |

### Meilleur buteur
- Bobby Parker, Everton,   35 buts

## Bilan de la saison
| Tableau d'Honneur                    |                  |
| Compétition                          | Vainqueur        |
| Championnat d'Angleterre de football | Everton          |
| Coupe d'Angleterre de football       | Sheffield United |
| Charity Shield                       | Non disputé      |

| Promotions et relégations |                                        |
| Promus                    | Arsenal Derby County Preston North End |
| Relégués                  | Tottenham                              |

## Sources
- Classement sur rsssf.com